# Raionul Susleni
Raionul Susleni (în rusă Сусленский район) a fost o unitate teritorial-administrativă din RSS Moldovenească, care a existat de la 11 noiembrie 1940 până la 9 ianuarie 1956.

## Istorie
La fel ca majoritatea raioanelor RSS Moldovenești, raionul a fost înființat pe 11 noiembrie 1940, iar centru raional a fost desemnat satul Susleni. 
Până la 16 octombrie 1949 raionul a fost în componența Ținutului Orhei, iar după abolirea divizării pe ținuturi a intrat în subordonare republicană. 
Din 31 ianuarie 1952 până în 15 iunie 1953, raionul a intrat în componența districtului Chișinău, după abolirea districtelor din RSSM a redevenit din nou în subordonare republicană.
La 9 ianuarie 1956, raionul Susleni a fost lichidat și împărțit între raioanele: Orhei și Criuleni.

## Divizare administrativă
La 1 ianuarie 1955 raionul Susleni era compus din 11 soviete sătești: Berezlogi, Bulăiești, Holercani, Jora de Jos, Mașcăuți, Mîrzești, Molovata, Oxentea, Răculești, Susleni și Trebujeni.